# Kurt Schallenberg
Kurt Schallenberg (* 20. November 1883 in Köln; † 28. September 1954 in Sydney) war ein deutscher Fotograf.

## Leben und Wirken
Kurt Schallenberg wurde in Köln geboren und lebte seit 1904 in Hamburg, wo er 1905 ein Fotoatelier in der Grindelallee 180 eröffnete. Im Juni 1919 rief er deutsche Fotografen dazu auf, sich zusammenzuschließen, woraufhin im August 1919 die Gesellschaft Deutscher Lichtbildner gegründet wurde. Schallenberg übernahm bis 1922 die Geschäftsführung der Gesellschaft und erhielt anlässlich deren zehnjährigen Bestehens eine dauernde Mitgliedschaft.
Schallenberg erstellte primär Studioaufnahmen und Porträts, die von zahlreichen Hamburger Tages- und Theaterzeitungen, insbesondere vom Hamburger Anzeiger, abgedruckt wurden. Zu den von ihm porträtierten Personen gehörten Carl Wilhelm Petersen, Carl August Schröder, Rudolf Roß, Hans Friedrich Blunck, Jakob Loewenberg und Fritz Schumacher. In Fachzeitschriften wie „Das Atelier des Fotographen“ und Jahrbüchern für Fotografie wie dem „Deutschen Kamera-Almanach“ wurden die künstlerisch anspruchsvollen Bilder gelobt.
Aufgrund seiner jüdischen Herkunft änderte sich Schallenbergs berufliche Situation mit der Machtergreifung der Nationalsozialisten. Am Tag des Judenboykotts Anfang April wurden die Schaufenster seines Ateliers mit dem Wort „Jude“ beschmiert. Die Gesellschaft Deutscher Lichtbildner schloss 1935 im Zuge der Gleichschaltung neben Schallenberg auch alle anderen jüdischen Mitglieder aus. Schallenberg konnte vor der Reichspogromnacht fliehen und wurde am 31. Dezember 1938 von der Handwerkskammer Hamburg aus der Handwerksrolle gestrichen. Der Fotograf musste sein Atelier verkaufen und reiste mit seinem Sohn im Mai 1939 über England weiter nach Australien. Hier arbeitete er unter dem Namen „Shalley“ als artist photographer und konnte unter großen Schwierigkeiten ein neues Fotoatelier eröffnen.
Kurt Schallenberg starb am 28. September 1954 in Sydney.

## Auszeichnungen und Ehrungen
- 1910: I. Ehrenpreis und Silberne Vereinsmedaille aus Anlass der Ausstellung des Deutschen Photographen–Vereins in Elberfeld 1910.[3]
- 1910: Ehrenpreis der Stadt Elberfeld[3]
- 1911: Bronzene Medaille der Stadt Dessau[4]
- 1912: Goldene Medaille auf der Photographischen Ausstellung in Heidelberg.[5]
- 1912: Bronzene Staatsmedaille des Herzogs von Sachsen–Meiningen aus Anlass der 41. Wanderversammlung des Deutschen Photographenvereins.[6]
- 1913: Diplom zur Goldenen Medaille (Photographische Ausstellung des Vereins zur Pflege der Photographie und verwandter Künste zu Frankfurt a. M. vom 8. bis 22. Oktober 1913)[7]
- 1926: Ehrenpreis des Schleswig–Holsteinischen Photographen–Vereins aus Anlaß der Deutschen Photographischen Ausstellung Frankfurt a. M. 1926[8]
- 1932: 3. Preis für ein Plakat aus Anlaß der fotografischen Ausstellung der G.D.L. in Jena.[9]